# 雅朗日
雅朗日（法語：Jallanges，法語發音：[ʒalɑ̃ʒ]）是法国科多尔省的一个市镇，位于该省东南部，属于博讷区。

## 地理
雅朗日（46°59'18"N, 5°9'0"E）面积7.48 平方千米，位于法国勃艮第-弗朗什-孔泰大區科多尔省，该省份为法国中东部省份，北起奥布省，西接涅夫勒省和约讷省，南至索恩-卢瓦尔省，东南接汝拉省，东临上索恩省，东北部与上马恩省接壤。
与雅朗日接壤的市镇（或旧市镇、城区）包括：瑟尔、特吕尼、拉贝热芒莱瑟尔、朗特、克吕-维勒讷沃。

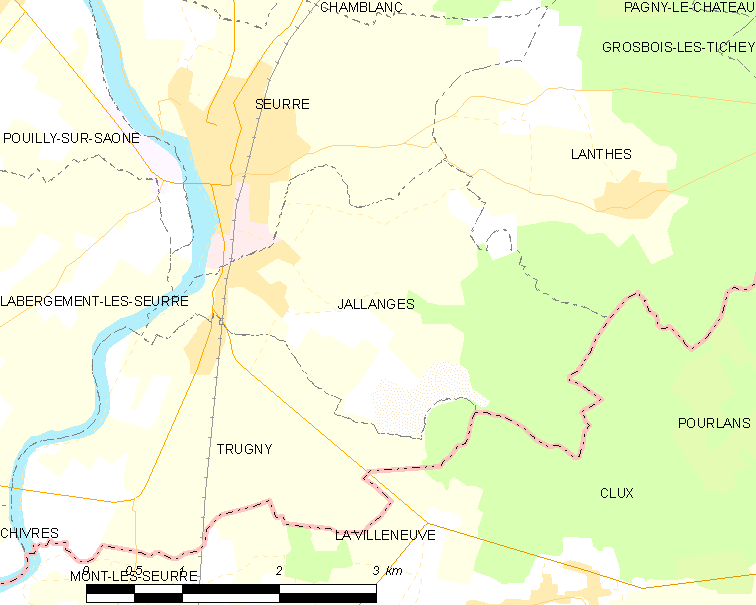
雅朗日的OSM定位图

雅朗日的时区为UTC+01:00、UTC+02:00（夏令时）。

## 行政
雅朗日的邮政编码为21250，INSEE市镇编码为21322。

## 政治
雅朗日所属的省级选区为布拉泽昂普莱讷县。

## 人口

1962-2008年间雅朗日人口变化图示

雅朗日于2022年1月1日时的人口数量为309人。